# کوندان لال سایگال
کوندان لال سایگال (انگلیسی: K. L. Saigal; ۱۱ آوریل ۱۹۰۴ – ۱۸ ژانویهٔ ۱۹۴۷) خواننده و بازیگر اهل هند بود. وی که بین سال‌های ۱۹۳۲ تا ۱۹۴۷ میلادی فعالیت می‌کرد به‌عنوان اولین سوپراستار صنعت فیلم هند شناخته می شود. 
وی بازیگر دو فیلم دوداس (فیلم ۱۹۳۵) به زبان بنگالی و دوداس (فیلم ۱۹۳۶) به زبان هندی بوده است.